# Leptoseris
Genre
Leptoseris est un genre de scléractiniaires (coraux durs) de la famille des Agariciidae.

## Liste sous-taxons
Le genre Leptoseris comprend les espèces suivantes :
| Selon World Register of Marine Species (9 août 2015) : - Leptoseris amitoriensis Veron, 1990 - Leptoseris cailleti (Duchassaing & Michelotti, 1864) - Leptoseris explanata Yabe & Sugiyama, 1941 - Leptoseris foliosa Dinesen, 1980 - Leptoseris fragilis Milne Edwards & Haime, 1849 - Leptoseris gardineri Van der Horst, 1921 - Leptoseris glabra Dinesen, 1980 - Leptoseris hawaiiensis Vaughan, 1907 - Leptoseris incrustans (Quelch, 1886) - Leptoseris kalayaanensis Licuanan & Alino, 2009 - Leptoseris mycetoseroides Wells, 1954 - Leptoseris papyracea (Dana, 1846) - Leptoseris scabra Vaughan, 1907 - Leptoseris solida (Quelch, 1886) - Leptoseris striata Fenner & Veron, 2000 - Leptoseris troglodyta Hoeksema, 2012 - Leptoseris tubulifera Vaughan, 1907 - Leptoseris yabei (Pillai & Scheer, 1976) | Selon ITIS (9 août 2015) : - Leptoseris amitoriensis Veron, 1990 - Leptoseris cailleti (Duchassaing & Michelotti, 1864) - Leptoseris explanata Yabe & Sugiyama, 1941 - Leptoseris foliosa Dinesen, 1980 - Leptoseris gardineri Van der Horst, 1921 - Leptoseris hawaiiensis Vaughan, 1907 - Leptoseris incrustans (Quelch, 1886) - Leptoseris mycetoseroides Wells, 1954 - Leptoseris papyracea (Dana, 1846) - Leptoseris scabra Vaughan, 1907 - Leptoseris solida (Quelch, 1886) - Leptoseris tubulifera Vaughan, 1907 - Leptoseris yabei (Pillai & Scheer, 1976) |

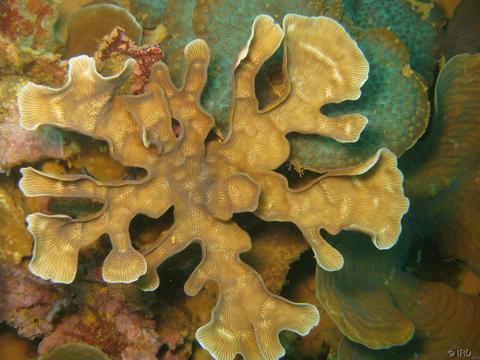
Leptoseris gardineri
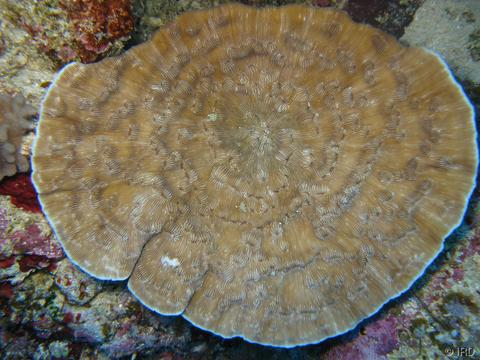
Leptoseris glabra
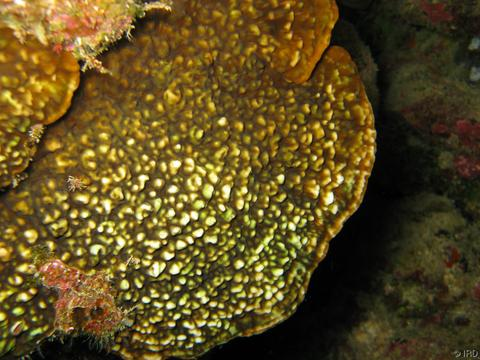
Leptoseris incrustans
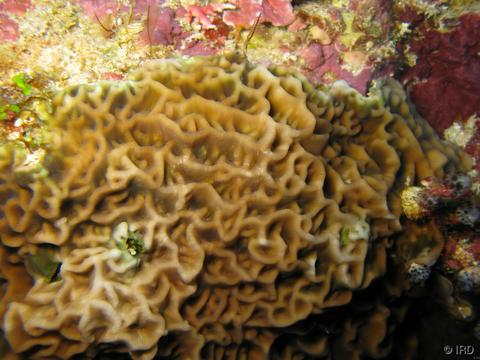
Leptoseris mycetoseroides
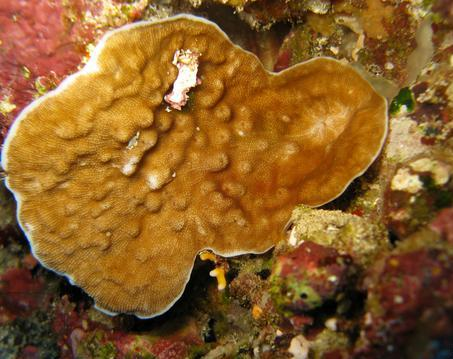
Leptoseris scabra
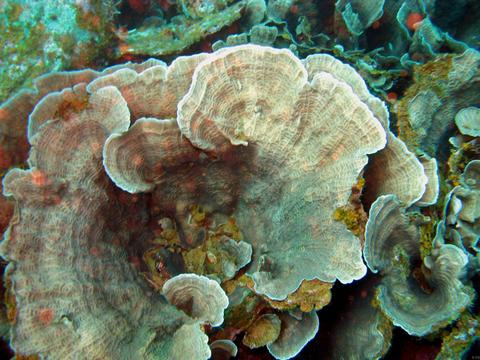
Leptoseris yabei